# Hold Your Man
Hold Your Man is een film uit 1933 onder regie van Sam Wood.

## Verhaal
De voortvluchtige Eddie sluipt Ruby's kamer binnen wanneer hij vlucht voor de politie. Ruby valt als een blok voor hem en helpt hem uit de handen te blijven van de politie. Wanneer hij toch gepakt wordt, is dit geen reden voor haar om hem te dumpen

## Rolverdeling
| Acteur              | Personage       |
| ------------------- | --------------- |
| Clark Gable         | Eddie Hall      |
| Jean Harlow         | Ruby Adams      |
| Stuart Erwin        | Al Simpson      |
| Dorothy Burgess     | Gypsy Angecon   |
| Muriel Kirkland     | Bertha Dillion  |
| Garry Owen          | Slim            |
| Barbara Barondess   | Sadie Cline     |
| Elizabeth Patterson | Juffrouw Tuttle |
| Inez Courtney       | Mazie           |
| Blanche Friderici   | Mevrouw Wagner  |
| Helen Shipman       | Juffrouw Davis  |